# Egmont Højskolen
Egmont Højskolen er en dansk folkehøjskole med et særligt ansvar over for mennesker med handicap. Den ligger i byen Hou (Hov) 32 km syd for Århus. Skolen har ca. 200 elever og 80 ansatte.
Egmont Højskolen blev grundlagt i 1956 af Dansk Handicap Forbund og Samfundet og Hjemmet for Vanføre som en skole udelukkende for mennesker med et fysisk handicap. I 1970 blev skolens formål ændret til at sikre ægte integration af mennesker med fysisk handicap. I dag er Egmont Højskolen en skole for alle, men med et særligt ansvar over for mennesker med et handicap. Omkring 50 elever har brug for omfattende personlig hjælp. De kan have deres egen personlige hjælper med, eller de ansætter andre højskoleelever som assistenter. Disse får dermed et lønnet job og kan betale højskoleopholdet af deres løn.
Karakteristisk for skolen er gode adgangsforhold for mennesker med fysisk handicap overalt, da det har været en hovedprioritet gennem skolens udvikling. Skolen har et stort antal enkelt- og dobbeltværelser, der er specielt designede for at imødekomme behovene hos mennesker med fysisk handicap.
Skolen ligger midt i skoven ud til vandet med egen strandgrund og en 170 m lang badebro. I 2013 indviede man Danmarks mest tilgængelige vandtrænings- og rehabiliteringscenter Vandhalla, der ikke kun er for skolens elever, men åbent for alle.
Egmont Højskolen er i dag en af landets største.